# شورش هیجی
شورش هیجی (به ژاپنی: 平治の乱 Heiji no ran) یک جنگ داخلی کوتاه بین رقیبان امپراتور گو شیراکاوا در رابطه با مبارزه برای حل اختلاف در مورد قدرت سیاسی در ژاپن در سال ۱۱۶۰ بود.
در طی شورش هوگن، کسی که بیش از همه در پیروزی امپراتور گو شیراکاوا نقش داشت میناموتو نو یوشیتومو از خاندان میناموتو بود. در پایان این شورش پدر وی میناموتو نو تامه‌یوشی که از جناح مخالف امپراتور گو شیراکاوا حمایت می‌کرد، گردن زده شد و برادر کوچکتر وی میناموتو نو تامه‌تومو نیز تبعید شد. اما با وجود رشادت و ایثاری که یوشیموتو در به قدرت رساندن امپراتور به خرج داده بود، پاداشی که در پایان به وی داده شد در مقایسه با پاداشی که به تایرا نو کیوموری داده شد، کمتر بود. همچنین تایرا نو کیوموری توانسته بود با شینزی مشاور مورد اعتماد امپراتور دوست و متحد شود و مدارج ترقی را به سرعت طی کند.
در سال ۱۱۵۸ امپراتور گو شیراکاوا خود را بازنشسته کرد و از طریق حکومت پس از کناره‌گیری (اینسی) امور کشور را اداره می‌کرد. در این زمان مبارزه بر سر قدرت مابین مشاور ارشد وی شینزی (نام دیگر، فوجیوارا نو میچی‌نوری) و فوجیوارا نو نوبویوری اختلاف و درگیری رخ داد. پس از آن تایرا نو کیوموری به طرفداری از شینزی و میناموتو نو یوشیتومو به طرفداری از فوجیوارا نو نوبویوری پرداختند.
در اواخر سال ۱۱۵۹ در هنگامی‌که کیوموری خارج از کیوتو بود میناموتو نو یوشیتومو و فوجیوارا نو نوبویوری به محل اقامت امپراتور قبلی، گو شیراکاوا حمله کردند و محل اقامت وی را آتش زدند. سپس وی را همراه با پسرش امپراتور نیجو در داخل کاخ امپراتوری محبوس کردند. شینزی توانست فرار کند اما چند روز بعد تعقیب کنندگانش به وی رسیدند و وی قبل از دستگیری خودکشی کرد. کیوموری پس از آگاهی از این شورش به‌سرعت به کیوتو بازگشت و توانست با نقشه ای امپراتور و پسرش را از اسارت آزاد کند. سپس خواست تا با سپاه ۳۰۰۰ نفری خود به کاخ امپراتوری که فوجیوارا نو نوبویوری در آن بود حمله کند. قبل از رسیدن به کاخ سپاه ۲۰۰۰ نفری خاندان میناموتو در مقابل وی قرار گرفت. جنگ مابین دو سپاه در روکوجوگاوارا در کنار رود کامو انجام گرفت. سپاه خاندان میناموتو پس از نبردی شدید شکست سختی خورد. رهبر خاندان میناموتو نو یوشیتومو پس از شکست به سمت شمال ژاپن که خاندانش در آن قدرت زیادی داشت حرکت کرد. در طی راه در ولایت اُواری کشته شد. پسر ارشدش میناموتو نو یوشی‌هیرا گردن زده شد. پسر سوم وی میناموتو نو یوریتومو (بعدها نخستین شوگون از شوگون‌سالاری کاماکورا) نیز دستگیر شد اما با وساطت و اصرار نامادری کیوموری بخشیده شد و به ولایت ایزو تبعید شد.

## وضعیت زمانه
از اوایل قرن هشتم میلادی در ژاپن قانون خدمت نظامی وضع شد. به سربازان وظیفهٔ آموزش نظامی داده می‌شد و سپس کنترل امنیت مناطق برعهدهٔ این سربازان قرار می‌گرفت. از قرن دهم میلادی خاندان‌های کشاورزی که در مناطق مختلف ژاپن از نظر مالی قدرت داشتند، برای حفظ امنیت قلمروی خویش گروهی از سربازان ماهر به تیراندازی با کمان و اسب‌سواری را تشکیل دادند. این سربازان که در خدمت ارباب خود بودند، سامورایی خوانده می‌شدند. هر دو خاندان تایرا و خاندان میناموتو بعد از جدا شدن از دربار برای تأمین مخارج خود به مشاغل نظامی روی آوردند و رهبر گروه‌های سامورایی شدند. منطقهٔ نفوذ خاندان تایرا بیشتر در غرب ژاپن و خاندان میناموتو در شرق بود. در اواخر قرن دهم دو شورش توسط تایرا نو ماساکادو و فوجیوارا نو سومیتومو علیه فرمانداران دولت مرکزی انجام شد. هر دو شورش سرکوب شد اما پس از آن قدرت سامورایی‌ها مورد توجه دربار ژاپن و اشراف قرار گرفت.

### به‌وجود آمدن نظام «حکومت پس از کناره‌گیری»
در اوایل دورهٔ هی‌آن (که از ۷۹۴ تا ۱۱۸۵ میلادی تداوم داشت) امپراتور ژاپن به عنوان فرماندار قدرت را در دست داشت. در اواسط این دوره خاندان فوجیوارا در ژاپن قدرت گرفتند. افراد این خاندان هنگامی که امپراتور کودک بود، به عنوان سشو (نایب‌السلطنه) و هنگامی که امپراتور بالغ می‌شد به عنوان کانپاکو (مشاور ارشد) سیاست را اداره می‌کردند و بدین ترتیب قدرت اصلی سیاسی را از امپراتور می‌ربودند. نحوه نفوذ خاندان فوجیوارا بر امپراتور بدین شکل بود که ترتیب ازدواج دختری از این خاندان با امپراتور داده می‌شد و فرزند حاصل این ازدواج، امپراتور بعدی بود. پدربزرگ مادریِ این فرزند، در مقام سشو یا کانپاکو قرار می‌گرفت و امور کشور عملاً در اختیار وی بود. خاندان فوجیوارا به مرور زمان توانسته بود به واسطهٔ معافیت از مالیات به ثروت عظیمی دست پیدا کند و به صورت رقیب قدرتمندی در برابر خاندان امپراتوری درآید. در دورهٔ هی‌آن همسر امپراتور انحصاراً از خاندان فوجیوارا انتخاب می‌شد. هفتادمین امپراتور ژاپن، امپراتور گو-ریزی (۱۰۲۳–۱۰۶۸ م) فرزندی از خود برجا نگذاشت و برادر وی، امپراتور گو-سانجو (۱۰۳۲–۱۰۷۳ م)، که همسرش شاهدخت تیشی نام داشت و از دودمان امپراتوری ژاپن بود، جانشین وی شد. فرزند آنان  امپراتور شیراکاوا (۱۰۵۲–۱۱۲۹ م) نام داشت و پس از ۱۷۶ سال، اولین امپراتوری بود که پدربزرگش سشو (نایب‌السلطنه) و از خاندان فوجیوارا نبود. امپراتور شیراکاوا برای کاستن از نفوذ خاندان فوجیوارا دست به تغییرات سیاسی زد و شکل خاصی از حکومت را طرح‌ریزی کرد که «حکومت پس از کناره‌گیری» یا اینسی نامیده می‌شود.
در این نظام دوگانهٔ حکومتی، امپراتور موقعی که خاندان سلطنتی صلاح می‌دانست از سلطنت کناره‌گیری می‌کرد و به دور از نفوذ خاندان فوجیوارا، قدرت را در منصب «امپراتوری اینسی ارشد» در اختیار می‌گرفت. طبق این نظام، امپراتورهای بازنشسته که مافوق امپراتوران وقت بودند در معابد زندگی می‌کردند و همچنان به کار خود ادامه می‌دادند تا از نفوذ خاندان فوجیوارا و طبقه جنگجوی سامورایی در امور کشور جلوگیری کنند. همزمان، کسی که عنوان رسمی امپراتور را داشت و جانشین انتخابی امپراتور سابق بود، تمام نقش‌های تشریفاتی و وظایف رسمی سلطنت را برعهده داشت. در نظام اینسی، پدرِ امپراتور جُوکُو خوانده می‌شد و پدربزرگ وی که یک روحانی بودایی می‌شد، دایجوهو خوانده می‌شد و قدرت اصلی سلطنتی در دست پدر و پدربزرگ یک امپراتور بود. عنوان جُوکُو و عنوان مرتبطِ دایجوهو (امپراتورهای روحانی بودایی)، قبل و بعد از دوره هی‌آن هم وجود داشتند، اما استفاده از این عنوان در اشاره به یک نظام حکومتی معمولاً اشاره به روشی دارد که توسط امپراتور شیراکاوا در سال ۱۰۸۶ ایجاد و پس از آن توسط جانشینان وی در اواخر دورهٔ هی‌آن تا هنگام ظهور شوگونسالاری کاماکورا در سال ۱۱۹۲ اعمال شد.

### پیشینهٔ خاندان تایرا

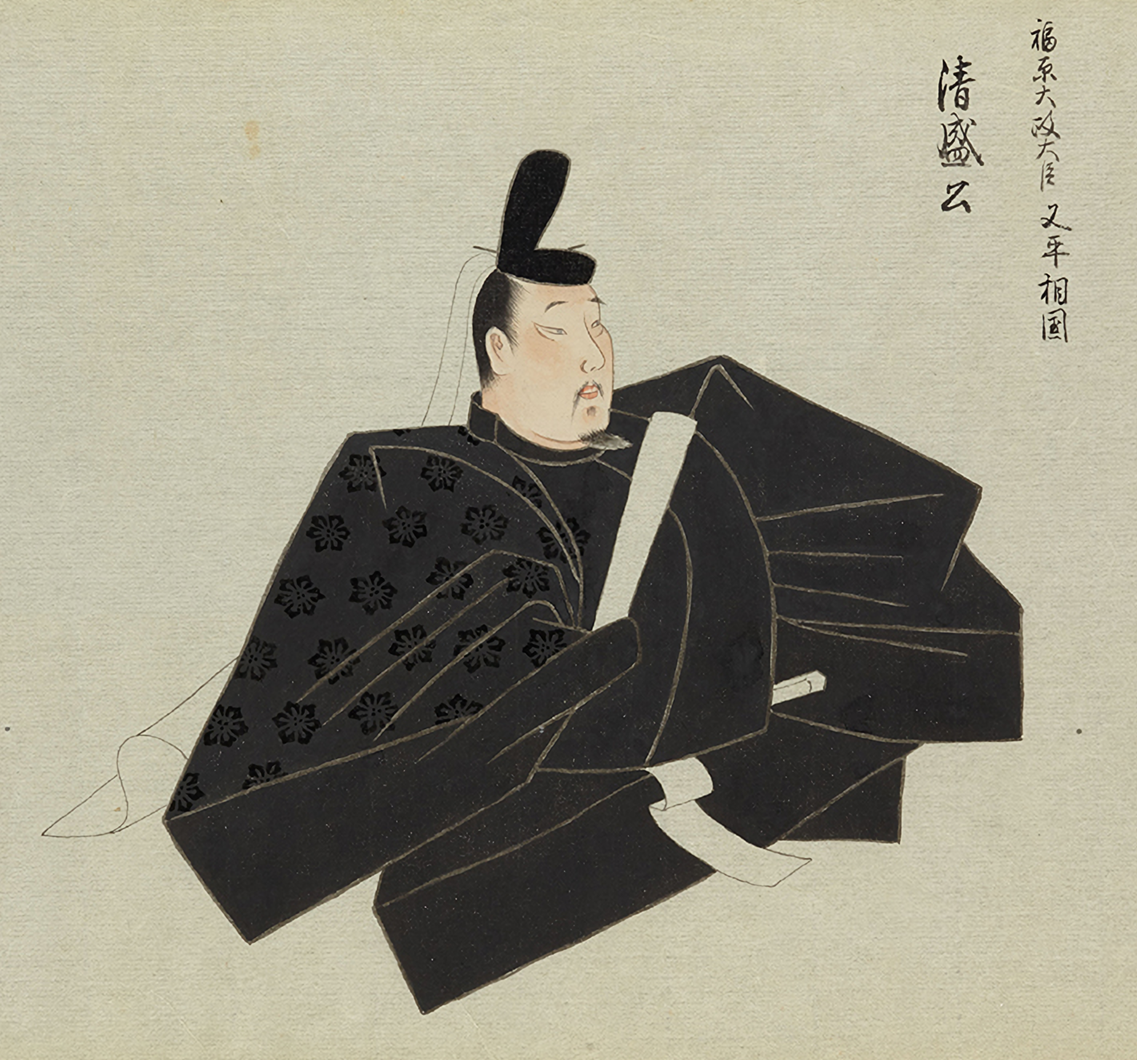
تایرا نو کیوموری، مقتدرترین رئیس خاندان تایرا در آستانه جنگ گنپی

از آنجاییکه تعداد فرزندان و نوادگان امپراتور کانمو (دوران سلطنت ۷۸۱–۷۷۳ میلادی) پنجاهمین امپراتور ژاپن، بسیار زیاد بود، و خرج و مخارج دربار بسیار سنگین شده بود، امپراتور با هدف کاستن از هزینه‌های خاندان سلطنتی، با اهدای نام خانوادگی «تایرا» به سومین پسرش کازوراواراشینو (۷۸۶–۸۵۳ م)، وی را از خاندان سلطنتی جدا کرد. بدین ترتیب خاندان تایرا به‌وجود آمد و پسر وی سرخاندان یکی از چهار شاخه خاندان تایرا بنام «کانموتایرا» شد. پس از امپراتور کانمو (سلطنت ۷۸۱–۸۰۶ م)، امپراتور نینمیو (سلطنت ۸۳۳–۸۵۰ م)، امپراتور مونتوکو (سلطنت ۸۵۰–۸۵۸ م) و امپراتور کوکو (سلطنت ۸۸۴–۸۸۷ م) نیز نام خانوادگی تایرا را به نوه‌های خویش اهدا کردند و سه شاخهٔ دیگر این خاندان را به‌وجود آوردند.
تایرا نو کیوموری (۱۱۱۸–۱۱۸۱ م) در اواخر دورهٔ هی‌آن به عنوان معروف‌ترین و پرقدرت‌ترین عضو خاندان تایرا شناخته می‌شد. نام مادر تایرا نو کیوموری در منابع همزمان وی ذکر نشده‌است و تنها ذکر شده که وی یکی از خدمهٔ دربار بوده‌است. اما در داستان ظهور و سقوط خاندان‌های میناموتو و تایرا که پس از مرگ وی و در قرن دوازدهم نوشته شده، آمده‌است که مادرش گیئون نو نیوگو نام داشته و معشوقهٔ مورد علاقهٔ امپراتور شیراکاوا بوده‌است. همچنین ذکر شده که مادر کیوموری پس از باردار شدن از امپراتور شیراکاوا به همسری تایرا نو تاداموری (۱۰۹۶–۱۱۵۳ م) درآمده است. سند دیگر نیز وجود دارد که در آن خواهر کوچکترِ معشوقهٔ امپراتور شیراکاوا که او نیز از خدمه دربار بوده، به عنوان مادر ذکر شده‌است. این سند شجره‌نامه‌ای است که در دوره میجی در قرن نوزدهم، از معبدی قدیمی در استان شیگا کشف شده و سال ۱۲۳۵ میلادی را به عنوان تاریخ نگارش در خود دارد. امپراتور شیراکاوا پس از مرگ همسر بسیار محبوبش، فوجیوارا نو کنشی از سن ۳۲ سالگی تا آخر عمر خود به مدت ۴۵ سال همسر رسمی دیگری نداشت و با بسیاری از زنان دربار در ارتباط بود. به همین علت از همان دوران شایعه‌ای بین مردم مبنی بر اینکه تایرا نو کیوموری و نوهٔ پسر وی، امپراتور سوتوکو در اصل فرزندان نامشروع امپراتور شیراکاوا هستند رواج داشت. همچنین این شایعه از زمان حیات وی وجود داشت که حمایت‌های معشوقهٔ امپراتور شیراکاوا موجب پیشرفت زودهنگام و غیرعادی وی شده‌است.
تایرا نو کیوموری در دههٔ ۱۱۶۰ به سرعت قدرت را به دست گرفت و دربار امپراتوری ژاپن را تحت سلطه قرار داد. او از موضع خود برای نصب اعضای خانواده‌اش در موقعیت‌های عالی دربار و ازدواج آنان در خاندان امپراتور استفاده کرد. اقدامات وی به طرق مختلف و چندین بار مورد مخالفت امپراتور گو شیراکاوا و خاندان فوجیوارا قرار گرفت.

### پیشینهٔ خاندان میناموتو
خاندان میناموتو یا گِنجی، یکی از نام‌های خانوادگی بود که امپراتور ژاپن به اعضای خانوادهٔ سلطنتی اعطا می‌کرد. اعضای این خاندان کسانی بودند که از خاندان سلطنتی جدا شده و به طبقهٔ اشراف شینسکی کوکا (تنزل مقام) می‌یافتند. اولین امپراتور که نام خانوادگی میناموتو را اعطا کرد، امپراتور ساگا (۸۴۲–۷۸۶) پنجاه و دومین امپراتور ژاپن بود. میناموتو نو ماکوتو (۸۱۰–۸۶۸) هفتمین پسرِ امپراتور ساگا، نخستین فردی بود که نام خانوادگی میناموتو به وی داده شد. نام افتخاری میناموتو پس از آن به تعداد دیگری از درباری‌ها در زمان‌های مختلف و توسط تعدادی از امپراتورهای دیگر نیز داده شد. خاندان میناموتو پس از گذشت زمان ۲۱ شاخه پیدا کرد. برای نمونه خاندان میناموتویی که از زمان امپراتور ساگا منشأ گرفته، شاخه ساگا گنجی، و خاندان میناموتویی که از امپراتور سیوا (دوران سلطنت  ۸۵۸–۸۷۶ میلادی) پنجاه و ششمین امپراتور ژاپن منشأ گرفته، شاخهٔ سیوا گنجی نام دارد. در اواخر دورهٔ هی‌آن یک شاخه از آن خاندان با نام خاندان کاواچی گنجی به عنوان مهمترین شاخهٔ خاندان میناموتو شناخته می‌شود. بنیانگذار شوگون‌سالاری کاماکورا، میناموتو نو یوری‌تومو عضو این شاخه از خاندان میناموتو بود.
سه نفر از خاندان میناموتو که در جنگ گنپی فرماندهی لشکر را به عهده داشتند، عبارتند از:

میناموتو نو یوری‌تومو (۱۱۴۷-۱۱۹۹) بنیانگذار شوگون‌سالاری کاماکورا
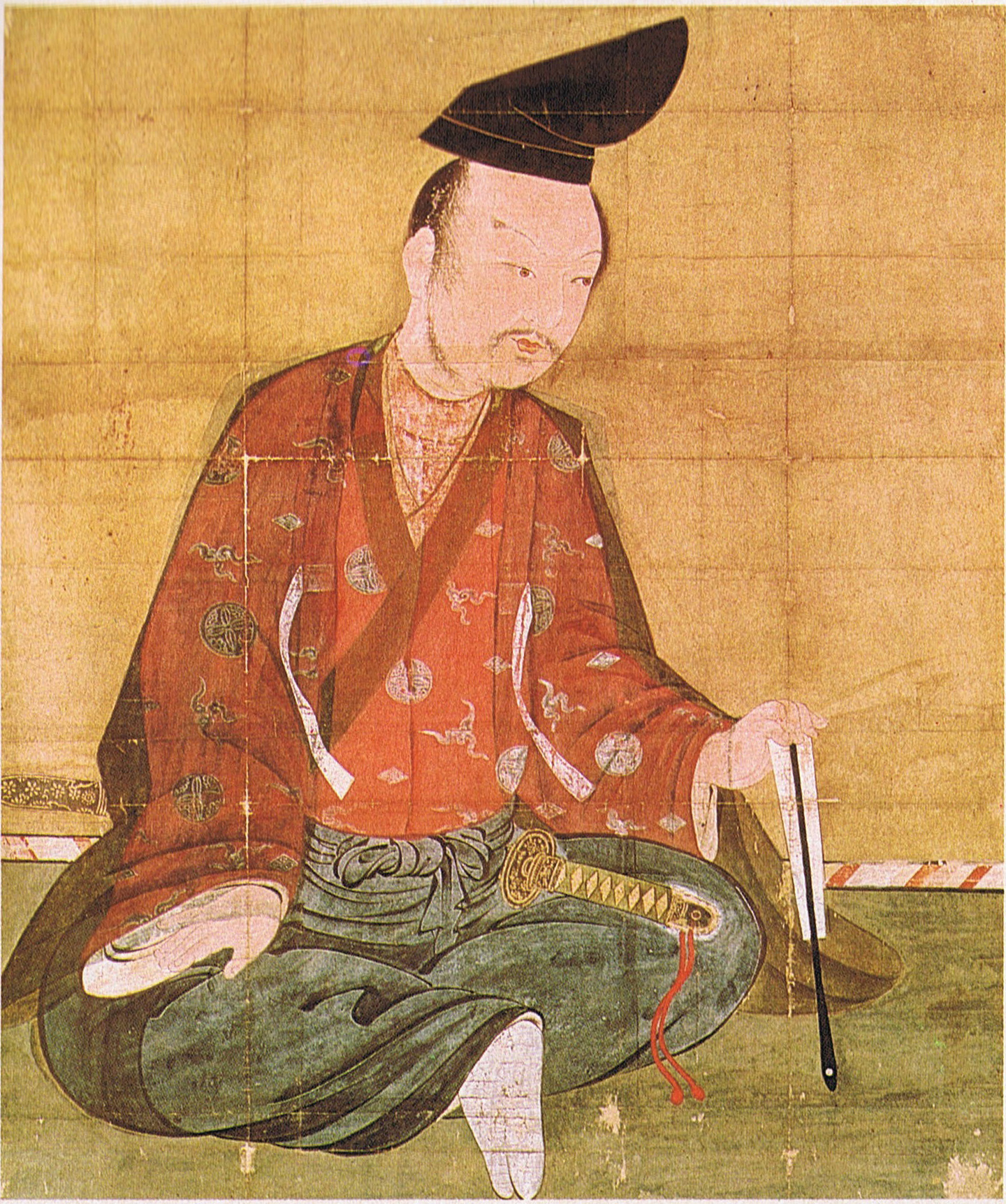
میناموتو نو یوشی‌تسونه (۱۱۸۹–۱۱۵۹) قهرمان ناکام و نامدار جنگ گنپی
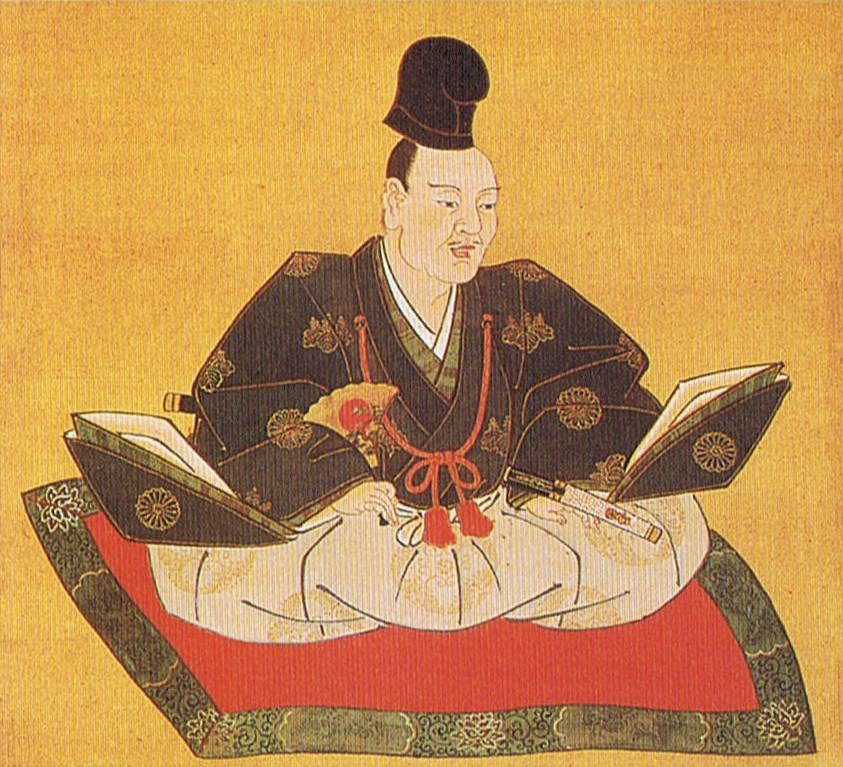
میناموتو نو یوشیناکا
(۱۱۸۴–۱۱۸۴)
پسرعموی یوری‌تومو فرمانده نظامی و فاتح پایتخت در طی جنگ گنپی

### پیشینهٔ درگیری بین دو خاندان میناموتو و تایرا

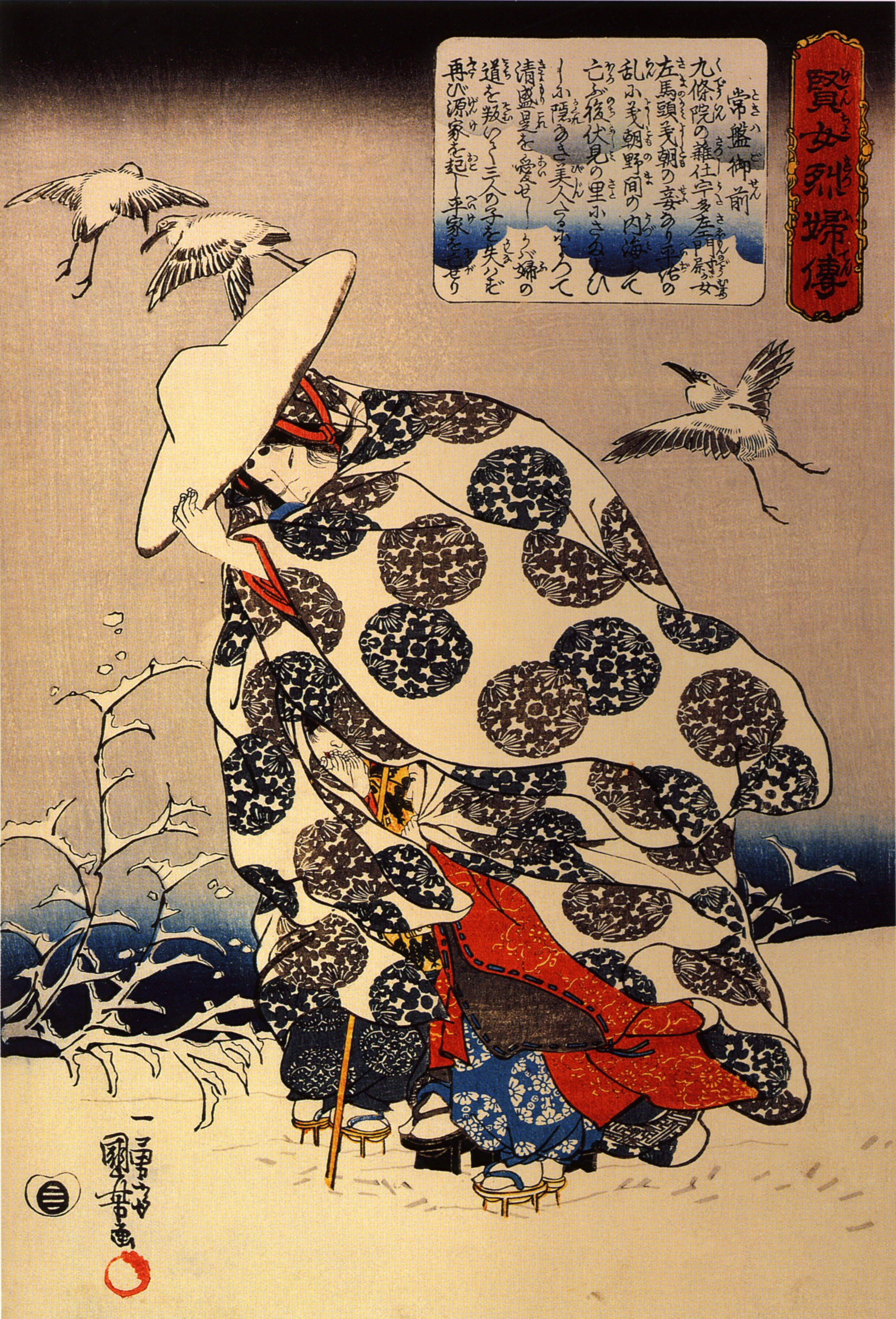
یک نقاشی از توکیوا گوزن همسر میناموتو یوشیتومو درحالی‌که پس از کشته شدن همسرش تنها مانده و فرزندانش را در برف و سرما در زیر لباس خود گرفته‌است. توکیوا مادر میناموتو نو یوشی‌تسونه قهرمان نامدار ژاپنی است.

امپراتور سوتوکو (امپراتوری از: ۱۱۱۹ – ۱۱۶۴ م) نخستین فرزند امپراتور توبا ( ۱۱۰۳ – ۱۱۵۶ م) از همسر وی تاماکو بود. بر طبق کوجیدان (حکایت‌های جمع‌آوری شده در دورهٔ کاماکورا) امپراتور توبا، سوتوکو را ثمرهٔ رابطهٔ نامشروع همسر خود با پدربزرگش، امپراتور شیراکاوا (۱۰۵۲–۱۱۲۹ م)، می‌دانست و در همان کتاب آمده‌است که وی را «اوجیگو» (به معنای عموبچه) صدا می‌زده‌است. به همین علت علاقه‌ای به وی نداشت و پس از به دنیا آمدن پسر دیگرش امپراتور کونوئه (۱۱۳۹–۱۱۵۵ م) که از همسر دیگر مورد علاقه‌اش بود، از امپراتوری سوتوکو خواست که خود را بازنشسته کند تا پسر دیگرش به جای وی بر تخت سلطنت بنشیند. سوتوکو به شرط اینکه بعد از امپراتور کونوئه سلطنت به پسر وی واگذار شود، به خواستهٔ پدرش عمل کرد.
در سال ۱۱۵۵ امپراتور کونوئه (هفتاد و ششمین امپراتور) در سن ۱۷ سالگی درگذشت اما امپراتور توبا، به قولی که داده بود عمل نکرد و قصد داشت که پسر دیگرش امپراتور گو شیراکاوا (۱۱۲۷–۱۱۹۲ م) را به منصب امپراتوری برساند. پسر ارشدش، امپراتور سوتوکو، که در این زمان در حال حکومت پس از کناره‌گیری (اینسی) بود، به‌شدت با این تصمیم پدر مخالف بود و خواستار بر تخت نشستن پسرش بود. پس از بروز این اختلاف، هر دو سعی کردند که با استفاده از قدرت نظامی خاندان میناموتو یا خاندان تایرا در این کشمکش بر حریف خود غلبه کنند. در پی این اختلافات، تایرا نو کیوموری (۱۱۱۸–۱۱۸۱ م) و میناموتو یوشیتومو (۱۱۲۳ – ۱۱۶۰ م) طرف امپراتور توبا را گرفتند و توانستند در پی شورش هوگن در سال ۱۱۵۶ میلادی، امپراتور گو شیراکاوا را به سلطنت برسانند.
در طی شورش هوگن، نقش میناموتو یوشیتومو در پیروزی امپراتور گو شیراکاوا بیش از خاندان تایرا بود، اما پاداشی که در پایان به وی داده شد کمتر از پاداش تایرا نو کیوموری بود. همچنین موضوع دیگری که مورد خشم خاندان میناموتو شد این بود که پس از این شورش تایرا نو کیوموری توانسته بود با شینزی (۱۱۰۶ – ۱۱۶۰ م) مشاور مورد اعتماد امپراتور دوست و متحد شود و مدارج ترقی را به سرعت طی کند.
اواخر سال ۱۱۵۹ هنگامی‌که کیوموری خارج از کیوتو بود میناموتو یوشیتومو طی شورش هیجی به شینزی، حامی وی، در محل اقامتش در کیوتو حمله کرد. شینزی توانست فرار کند اما چند روز بعد، قبل از دستگیری توسط تعقیب‌کنندگانش، خودکشی کرد. یوشیتومو همچنین امپراتور گو شیراکاوا را حبس کرد و توانست در طی این کودتا بر دربار و پایتخت تسلط پیدا کند. کیوموری پس از آگاهی از این شورش به‌سرعت به کیوتو بازگشت و با سپاهی که همراه داشت توانست خاندان میناموتو را شکست دهد. پسر ارشد میناموتو یوشیتومو، میناموتو نو یوشی‌هیرا (۱۱۴۱–۱۱۶۰ م)، گردن زده شد. یوشیتومو پس از شکست به همراه پسر دوم و سومش به سمت شمال ژاپن حرکت کرد اما هنگام فرار، یوشیتومو و پسر دومش کشته شدند. پسر سومش، میناموتو نو یوریتومو (۱۱۴۷–۱۱۹۹ م)، نیز دستگیر و به پایتخت فرستاده شد اما با وساطت و اصرار نامادری کیوموری بخشیده و به ولایت ایزو تبعید شد.  یکی از همسران میناموتو یوشیتومو به نام توکیوا گوزِن از زیباترین زنان عصر و مادر سه پسر یوریتومو بود. او هنگامی که شنید خاندان تایرا به دنبال رد سه پسر یوریتومو و کشتن آنها هستند با پای خود به خانه کیوموری رفت و از وی درخواست عفو کرد. کیوموری که تحت تأثیر زیبایی وی قرار گرفته بود، تقاضایش را قبول کرد. سپس دو پسر بزرگتر وی را به معبد سپرد و بر طبق آنچه در داستان هِی که و داستان ظهور و سقوط خاندان‌های میناموتو و تایرا آمده وی را به مدت چند سال به عنوان همسر غیراصلی به ازدواج خود درآورد. کوچکترین پسر توکیوا، میناموتو نو یوشی‌تسونه (۱۱۵۹–۱۱۸۹ م) نیز که ابتدا در کنار مادر زندگی می‌کرد در خردسالی به معبد سپرده شد.